# Jemison
Jemison és una població dels Estats Units a l'estat d'Alabama. Segons el cens del 2000 tenia 2.248 habitants.

## Demografia
Segons el cens del 2000, Jemison tenia 2.248 habitants, 840 habitatges, i 636 famílies. La densitat de població era de 106,9 habitants/km².
Dels 840 habitatges en un 35,8% hi vivien nens de menys de 18 anys, en un 59,6% hi vivien parelles casades, en un 11,4% dones solteres, i en un 24,2% no eren unitats familiars. En el 21,2% dels habitatges hi vivien persones soles el 8,2% de les quals corresponia a persones de 65 anys o més que vivien soles. El nombre mitjà de persones vivint en cada habitatge era de 2,66 i el nombre mitjà de persones que vivien en cada família era de 3,1.
Per edats la població es repartia de la següent manera: un 26,6% tenia menys de 18 anys, un 8,5% entre 18 i 24, un 28,2% entre 25 i 44, un 25,6% de 45 a 60 i un 11,1% 65 anys o més.
L'edat mediana era de 36 anys. Per cada 100 dones hi havia 91,3 homes. Per cada 100 dones de 18 o més anys hi havia 87,9 homes.
La renda mediana per habitatge era de 33.250 $ i la renda mediana per família de 41.202 $. Els homes tenien una renda mediana de 30.958 $ mentre que les dones 21.083 $. La renda per capita de la població era de 15.288 $. Aproximadament el 12,4% de les famílies i el 14,1% de la població estaven per davall del llindar de pobresa.

## Poblacions properes
El següent diagrama mostra les poblacions més properes.